# 慕容街
慕容街，位于辽宁省朝阳市，原为双塔古街，历史遗迹丰富，金庸为其题字“慕容街”

## 周边环境
慕容街周边有“南北塔”（朝阳南塔朝阳北塔）、朝阳博物馆和佑顺寺